# Мартіна Стоссель
Мартіна Стоссель Муслера (ісп. Martina Stoessel Muzlera; нар. 21 березня 1997, Буенос-Айрес, Аргентина) — аргентинська акторка, співачка і танцюристка, що здобула популярність завдяки ролі Віолетти в диснеївському серіалі Віолетта.

## Життєпис
Народилася в Аргентині в родині Алехандро Стосселя, директора програми «Baila Conmigo Paraguay», і Маріан Муслери. Є старший брат Франсіско Стоссель Народилася 21 березня 1997 року. З раннього віку грає на піаніно, танцює, співає. Улюблений шкільний предмет — історія. У 2011 році записала пісню «Tu Resplandor» яка увійшла до альбому «Disney Princess».

## Кар'єра
Мартіна Стоссель виконала головну роль в серіалі «Віолетта». Зйомки серіалу почалися 27 вересня 2011 року, а 14 травня 2012 року відбулася прем'єра в Латинській Америці та Італії. За місяць до прем'єри «Віолетти» на каналі «Disney» в передачі «Zapping Zone» дебютував кліп на пісню «En Mi Mundo», виконану Стоссель, який став головною темою серіалу. У 2013 році отримала премію «Мартін Фієрро», а також була номінована на премію Nickelodeon Argentina Kids 'Choice Awards (в категорії «Найкраща латиноамериканська акторка») і стала володаркою премії Kids' Choice Awards Argentina.
У 2011 році Мартіні Стоссель було надано право на запис іспанської версії пісні «The Glow» («Tu Resplandor»), оригінал якої виконує співачка Шеннон Сондерс. Пісня увійшла до альбому «Disney Princess: Fairy Tale Songs». Крім того, в 2012 році заголовним синглом (перший саундтрек) до «Віолетти» була випущена пісня «En Mi Mundo» («У моєму світі») і пісні з Пабло Еспіносою «Tienes Todo» і Лодовікою Комельйо «Junto a Ti».
У 2013 році разом з Лодовікою Комельйо брала участь в італійському дубляжі мультфільму «Університет монстрів». Того ж року виконала пісню All'alba Sorgerò (Let It Go) королеви Ельзи в титрах італійської локалізації диснеївського мультфільму «Холодне серце»
У 2014 році виконала танець на супер-хіт «End of Time». Після цього виступу пісня увійшла до топ-10 «iTunes» Аргентини.
21 серпня 2015 року підписала контракт з лейблом «Hollywood Records» з приводу початку запису свого сольного альбому «TINI». Пісні в альбомі іспанською та англійською мовою. Деякі з них виконані разом з Хорхе Бланко. Альбом записаний.
4 травня 2016 року вийшов фільм «Тіні: Нове життя Віолетти» з нею в головній ролі.
У 2016 році вийшов її перший альбом під назвою «TINI». У квітні 2016 року вийшов кліп на пісню «Siempre Brillaras», в травні — «Losing The Love», в липні — «Great Escape». Дебютний альбом отримав Платинову і Золоту сертифікацію в Аргентині. Кількість продажів у світі склала 100 тисяч.
18 березня 2017 року розпочався її перший тур «Got me started TOUR», шоу якого проходять як в Європі, так і в країнах Латинської Америки.
14 липня 2017 — прем'єра пісні «It's a lie», спільно з британською гуртом The Vamps.
У жовтні 2017 року випустила пісню «Te quiero mas» зі співаком Nacho, яка стала найпопулярнішою з початку сольної кар'єри співачки.
У вересні 2018 року увійшла до складу журі «La voz: Argentina».

## Фільмографія
| Рік  |    | Українська назва          | Оригінальна назва                 | Роль               |
| ---- | -- | ------------------------- | --------------------------------- | ------------------ |
| 2012 | с  | Віолетта                  | Violetta                          | Віолетта Кастільйо |
| 2013 | мф | Університет монстрів      | Monsters University               | Керрі Вілльямс     |
| 2016 | ф  | Тіні: Нове життя Віолетти | Tini — El gran cambio de Violetta | Віолетта Кастільйо |

## Дискографія

### Студійні альбоми (Сольні)
| Назва                   | Інформація                                                                            |
| ----------------------- | ------------------------------------------------------------------------------------- |
| TINI (Martina Stoessel) | - Реліз: 29 квітня 2016 - Лейбл: Hollywood Records - Формат: Цифрова дистрибуція , CD |
| Quiero Volver           | - Реліз: 12 жовтня 2018 - Лейбл: Hollywood Records - Формат: Цифрова дистрибуція , CD |

### Сингли з сольних альбомів
| Рік  | Назва                                              | Альбом                    |
| ---- | -------------------------------------------------- | ------------------------- |
| 2016 | «Born to Shine» \| «Siempre Brillarás»             | «TINI (Martina Stoessel)» |
| 2016 | «Great Escape» \| «Yo Me Escaparé»                 | «TINI (Martina Stoessel)» |
| 2016 | «Got Me Started» \| «Ya No Hay Nadie Que Nos Pare» | «TINI (Martina Stoessel)» |
| 2017 | «Si Tu Te Vas»                                     | «TINI (Martina Stoessel)» |
| 2017 | "Te Quiero Más (feat. Nacho) "                     | «Quiero Volver»           |
| 2018 | "Princesa (feat. Karol G) "                        | «Quiero Volver»           |
| 2018 | "Consejo de Amor (feat. Morat) "                   | «Quiero Volver»           |
| 2018 | "Quiero Volver (feat. Sebastian Yatra) "           | «Quiero Volver»           |

### Студійні альбоми (Серіал «Віолетта»)
| Назва                | Інформація                                                                                 |
| -------------------- | ------------------------------------------------------------------------------------------ |
| Violetta             | - Реліз: 5 червня 2012 - Лейбл: Walt Disney Records - Формат: Цифрова дистрибуція , CD     |
| Cantar es lo que soy | - Реліз: 23 листопада 2012 - Лейбл: Walt Disney Records - Формат: Цифрова дистрибуція , CD |
| Hoy somos más        | - Реліз: 11 червня 2013 - Лейбл: Walt Disney Records - Формат: Цифрова дистрибуція , CD    |
| Violetta en Vivo     | - Реліз: 28 листопада 2013 - Лейбл: Walt Disney Records - Формат: Цифрова дистрибуція , CD |
| Gira mi canción      | - Реліз: 18 липня 2014 - Лейбл: Walt Disney Records - Формат: Цифрова дистрибуція , CD     |
| Crecimos Juntos      | - Реліз: 20 березня 2015 - Лейбл: Walt Disney Records - Формат: Цифрова дистрибуція , CD   |

### Музичні відеокліпи
| Рік  | Назва                                                              |
| ---- | ------------------------------------------------------------------ |
| 2011 | «Tu Resplandor»                                                    |
| 2012 | «Entre Tú y Yo» (за участю Pablo Espinosa)                         |
| 2012 | «En Mi Mundo»                                                      |
| 2012 | «Tienes Todo» (за участю Pablo Espinosa)                           |
| 2012 | «Te Creo»                                                          |
| 2012 | «Habla Si Puedes»                                                  |
| 2012 | «Junto a Ti» (за участю Lodovica Comello)                          |
| 2012 | «Ven y Canta» (за участю каста серіалу «Віолетта»)                 |
| 2012 | «Ser Mejor» (за участю каста серіалу «Віолетта»)                   |
| 2012 | «Nel Mio Mondo»                                                    |
| 2013 | «Hoy Somos Más»                                                    |
| 2013 | «Euforia» (за участю каста серіалу «Віолетта»)                     |
| 2013 | «Código Amistad» (за участю Lodovica Comello і Candelaria Molfese) |
| 2013 | «On Beat» (за участю каста серіалу «Віолетта»)                     |
| 2013 | «Cómo Quieres»                                                     |
| 2013 | «Algo Se Enciende» (за участю каста серіалу «Віолетта»)            |
| 2013 | «Nuestro Camino» (за участю Jorge Blanco)                          |
| 2013 | «Si Es Por Amor» (за участю Mercedes Lambre)                       |
| 2013 | «Soy Mi Mejor Momento»                                             |
| 2013 | «Esto No Puede Terminar» (за участю каста серіалу «Віолетта»)      |
| 2013 | «Libre Soy»                                                        |
| 2013 | «All'Alba Sorgerò»                                                 |
| 2014 | «Il Mio Migliore Momento»                                          |
| 2014 | «En Gira» (за участю каста серіалу «Віолетта»)                     |
| 2014 | «Supercreativa»                                                    |
| 2014 | «Friends 'till the End» (за участю каста серіалу «Віолетта»)       |
| 2015 | «Abrázame y Verás» (за участю Jorge Blanco)                        |
| 2015 | «Crecimos Juntos» (за участю каста серіалу «Віолетта»)             |
| 2016 | «Siempre Brillarás»                                                |
| 2016 | «Born to Shine»                                                    |
| 2016 | «Yo Te Amo a Tí» (за участю Jorge Blanco)                          |
| 2016 | «Losing the Love»                                                  |
| 2016 | «Great Escape»                                                     |
| 2016 | «Yo Me Escaparé» (Ліричний відео)                                  |
| 2016 | «Yo Me Escaparé» (Танцювальне відео)                               |
| 2016 | «Got Me Started»                                                   |
| 2017 | «Ya No Hay Nadie Que Nos Pare» (за участю Sebastián Yatra)         |
| 2017 | «Finders Keepers» (Танцювальне відео)                              |
| 2017 | «Si Tú Te Vas»                                                     |
| 2017 | «Todo Es Posible» (David Bisbal за участю TINI)                    |
| 2017 | «All You Gotta Do» (Живе виконання)                                |
| 2017 | «Somos El Cambio» (за участю Odino Faccia)                         |
| 2017 | «Ya No Hay Nadie Que Nos Pare»                                     |
| 2017 | «Te Quiero Más» (за участю Nacho)                                  |
| 2017 | «Te Quiero Más» (за участю Nacho) (Ліричний відео)                 |
| 2018 | «Princesa» (за участю Karol G)                                     |
| 2018 | «Consejo de Amor» (за участю Morat)                                |
| 2018 | «La Cintura (Remix)» (Alvaro Soler за участю Flo Rida і TINI)      |
| 2018 | «Quiero Volver» (за участю Sebastián Yatra)                        |
| 2018 | «Lo Malo (Remix)» (Aitana і Ana Guerra за участю Greeicy і TINI)   |

## Нагороди та номінації
| Рік  | Нагорода                      | Категорія                          | Робота   | Результат |
| ---- | ----------------------------- | ---------------------------------- | -------- | --- |
| 2012 | Kids 'Choice Awards Argentina | Жінка-новачок                      | Віолетта | Перемога |
| 2013 | Kids 'Choice Awards Argentina | Улюблена телевізійна акторка       | Віолетта | style="background: #FDD; color: black; vertical-align: middle; text-align: center; " class="no table-no2"\|Номінація     |
| 2013 | Kids 'Choice Awards           | Улюблена латинська виконавиця      | Віолетта | style="background: #FDD; color: black; vertical-align: middle; text-align: center; " class="no table-no2"\|Номінація     |
| 2013 | Martín Fierro Awards          | Жінка-новачок                      | Віолетта | style="background: #99FF99; color: black; vertical-align: middle; text-align: center; " class="yes table-yes2"\|Перемога |
| 2014 | Kids 'Choice Awards Colombia  | Жінка-новачок                      | Віолетта | style="background: #99FF99; color: black; vertical-align: middle; text-align: center; " class="yes table-yes2"\|Перемога |
| 2016 | MTV Europe Music Awards       | Найкраща латиноамериканська робота | власна   | Номінація |